# Mammillaria mercadensis
Mammillaria mercadensis là một loài thực vật có hoa trong họ Cactaceae. Loài này được Patoni mô tả khoa học đầu tiên năm 1910.

## Hình ảnh

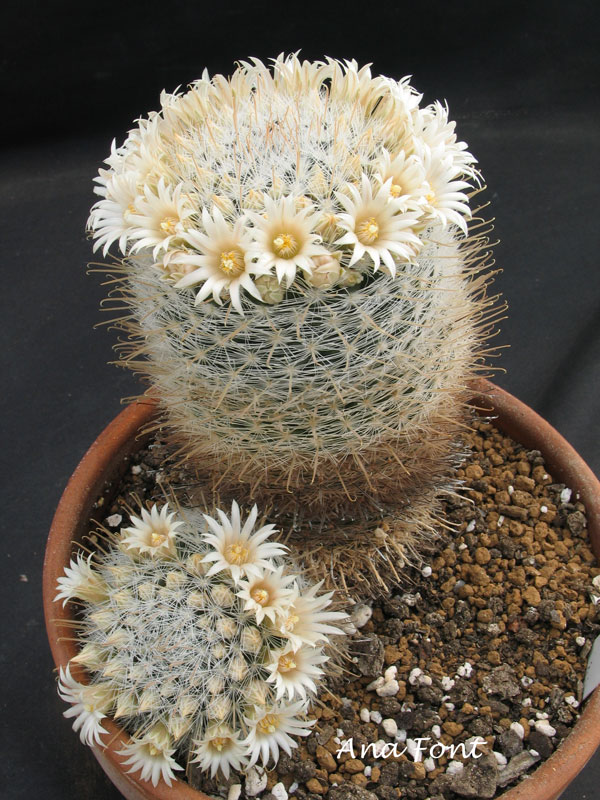